# 江苏财经广播
江苏财经广播，是江苏省广播电视总台的一个以财经为播出内容的频率，也是唯一的一家以财经为主打内容的广播电台，全天22小时播音。2010年起增设FM95.2，与AM585并机双频播出。

## 节目
- 朝闻天下（与央视新闻频道同步）
- 新闻和报纸摘要
- 家在南京
- 股市直通车之黑马竞猜
- 股市直通车之开盘直播
- 整点财经资讯
- 排忧热线
- 股市直通车之收盘直播
- 汇金方圆
- 央视财经评论
- 股市直通车
- 同华看市
- 今日关注
- 理财呼叫中心
- 财经关键词
- 金融广场
- 晚间经济桥
- 财富故事
- 档案
- 音乐打碟
- 音乐心情
- 波士堂
- 首席评论
- 投资大家谈
- 头脑风暴

## 主持人
- 燕子
- 金利
- 杨淇
- 商萌
- 朱燕
- 方若圆
- 同华
- 蔚莉